# Matheus Galdezani
Matheus Galdezani (Limeira, 13 marzo 1992) è un calciatore brasiliano, centrocampista del Concórdia.

## Caratteristiche tecniche
È un centrocampista centrale.